# 白丁 (装束)

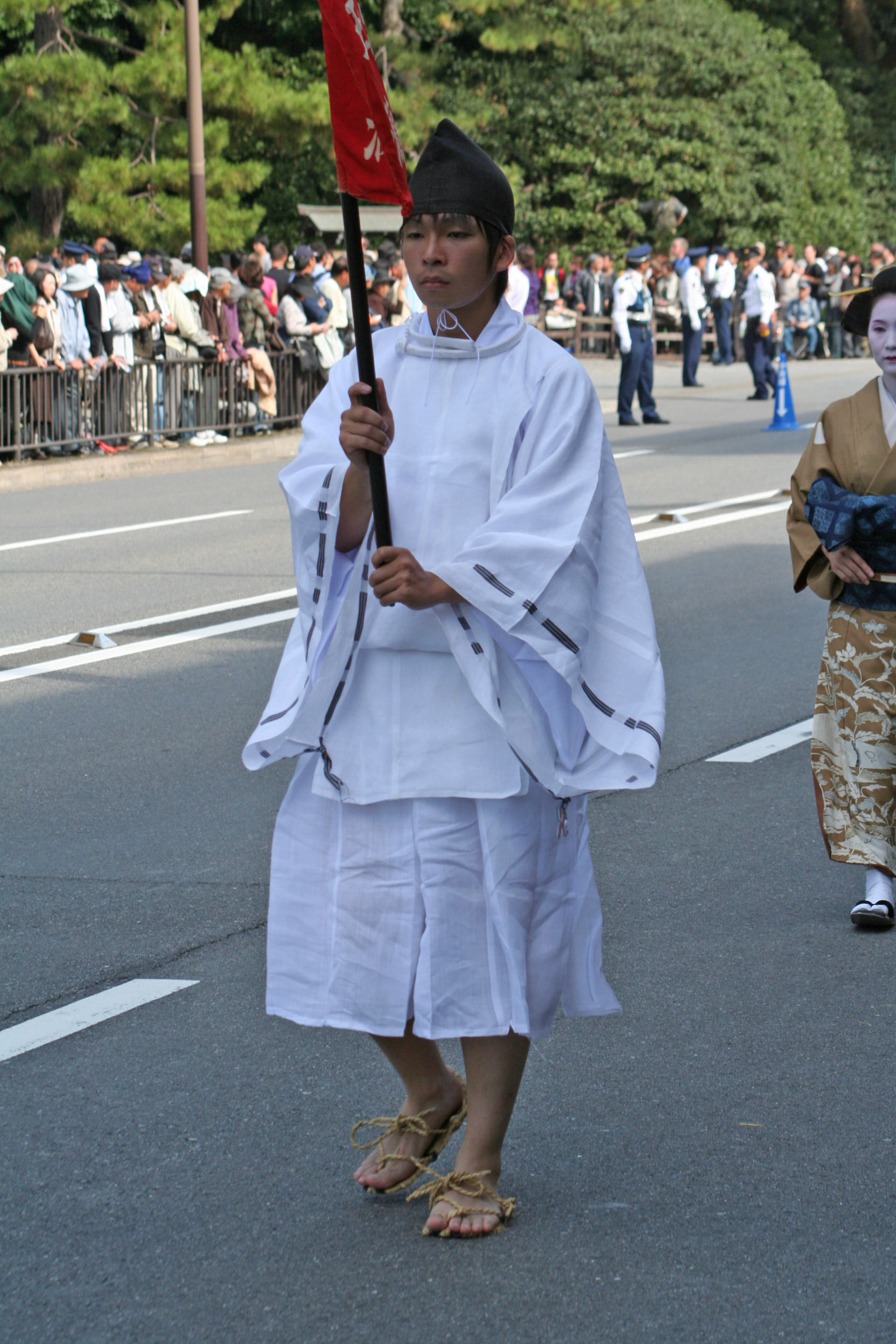
白丁姿の男性。京都市時代祭にて

白丁（はくちょう）は祭祀行列や神事に使用する白装束の一種であり、白丁を着用し祭祀などに参加する一般市民も白丁と称する。装束については、歴史的には白布の狩衣に呉粉で粉張りしたものであり白張と表記されてきた。現代における祭祀行列や神事では装束も参加者も白丁と表記する。

## 装束について
- 白張は白麻や白絹の簡易な狩衣に糊を強く効かせるか、呉粉で粉張りをした装束であり、上下ともに同色同質のものを用いて仕立てられていた[1][2]。
- 白張の漢字を用いる場合には「しらはり」「しらばり」とも呼称される。
- 粉張りしたことから「粉張（こはり、こばり）」や「小張」とも呼称される[3]。また「如木（じょぼく、じょもく）」とも呼称される[2][4]。

## 着用について
- 公家や武家の下官、あるいは従者として、沓（くつ）持ち、傘持ちなどの雑役に従事する仕丁（しちょう、じちょう）が着用していたためか、白丁の表記も使われるようになった。日本史における「白丁（はくてい）」[5]との関係は諸説ある。
- 神事などにおいては、神職ではない一般市民が社寺への奉仕活動を行う場合、祭祀などにおける行列で、旗持ち、太鼓持ち、御輿担ぎなどに参加する場合などに着用、あるいは神道式葬儀での故人が着用し、白丁の表記が使われることが一般的であり、白張は使われることは少ない。祭祀によっては、白装束（白丁）とは限らず、黄色などの「雑色（ぞうしき）装束」を着用する場合もある。

## 各地の祭礼における白丁
白丁を着用し祭祀に参加する人々も「白丁（はくちょう、しろば）」と称される。「白張」の漢字や「白丁（はくてい）」の発音は用いられない。現在の祭祀における白丁は町内会役職者や当番の者、あるいは厄年の者が担当し、名誉職、神聖なる者などとされていることが多い。人手不足などでアルバイトなどで募集をする祭りもある。
いくつかの事例を示すが、全ての祭祀や神事を網羅することは不可能であるので、それぞれの公式行事での見解を参照願う。
- 秋田県の扇田神明社例大祭における御輿担ぎの白丁は、家柄、人柄を厳重に調べ由緒正しい者が選ばれ代々受け継いできたもので、例大祭に白丁として奉仕することは名誉とされてきた[6]。
- 他地方での御輿担ぎにおいても人数制限があり、例えば神奈川県平塚市の祭りのように、長男で品の良い人しか白丁になれなかったなどの条件があった[7]。
- 北陸地方では「しろば」と称すことがある。石川県白山市鶴来地区のほうらい祭りでの「白丁（しろば）」は初老の厄年を迎えた人々が御神輿担ぎとして参加する。
- 新潟県長岡市栃尾地区においても白丁は厄年の若者が担当する[8]。
- 白丁を含む祭祀での衣装は神聖なものとして扱われる地方もあり、着付けや扱いに制限がある場合がある[9]。